# کهیش
کَهْیَشْ یا کاهکش از طوایف مردم بختیاری و از شاخه چهارلنگ و از باب کیان‌ارثی می‌باشد، که از دو کلمه «کَهْ» و «یَشْ» ساخته شده‌است که کلمه "کَهْ"به معنی طایفه و کلمه «یَشْ» بمعنی شادمان.

## تاریخچه
طایفهٔ کَهْیَشْ، یکی از شاخه‌های اصلی سِهونی‌ها است. سِهونی‌ها یا سه خانه‌ای‌ها (شامل سه طایفه:کَهْیَشْ، باوِرْساد، هَمُولِه) از باب کیان‌اِرثی، کیانُرسی یا کِی‌نورسی و از شاخه چهارلنگ ایل بختیاری محسوب می‌شود، کَهْیَشْ طوایف بزرگی از عشایر بختیاری هستند.

## سِهونی
چهار لنگ بختیاری مشتمل بر پنج باب بزرگ است که کِنُرسی یکی از این باب ها است. باب کِنُرسی نیز خود به بیست و چهار طایفه تقسیم می‌شود که یکی از این طایفه ها، سهونی است.

## وجه تسمیهٔ
سِهونی به معنی سه هونی یا سه خانه است و به سه طایفه کَهیَش، باورصاد و حموله اشاره دارد.

## تقسیم‌بندی سِهونی
سهونی به سه شعبه تقسیم می‌شود: کهیش، باورساد، حموله.

### طایفهٔ کَهْیَشْ
طایفهٔ کَهْیَشْ، یکی از شاخه‌های اصلی سِهونی‌ها است. سهونی‌ها طوایف بزرگی از عشایر بختیاری هستند سرزمین گرمسیر بختیاری بین دو سرشاخهٔ هفت لنگ و چهار لنگ تقسیم و بستر رودخانهٔ کارون آن‌ها را از هم جدا می‌کرده
در این دوران سهونی‌ها، در اَندِکا، شیمبار و شِلال سکونت داشتند و سپس به علت وابسته بودن به خان چهارلنگ از کارون گذشته و در نواحی گلگیر و آسماری استقرار یافتند.
سهونی‌ها پس از عبور از کارون به منطقهٔ آسماری کوچ کرده و در نقاطی همچون آب بیدی تمبی، پنبه کار، پاریاب پاگچ، چوسر و دِه گَهِ دَرِه گامیشی مسکن گزیدند که بقایای جایگاه آن‌ها هنوز پابرجاست.

## تقسیم‌بندی طایفه
این طایفه { کَهْیَشْ (Kahyash)} از یازده تیره تشکیل می‌گردد که عبارتند از:
1. شبکوهی (شوکوهی)
2. اصخدری
3. تاتِه
4. کَلو
5. کاید (کائد، قایِد)
6. جِمالدین
7. موگوئی
8. اُستاجدین (اُستاژدین)
9. زونیستَرم
10. جُوبِرِ ز
11. صالحوند (صالحی)

## جغرافیای طایفه
سردسیر طایفه کَهیَش
- شهرستان کوهرنگ از توابع استان چهارمحال و بختیاری.[۵]

گرمسیر طایفه کَهیَش
- شهرستان مسجدسلیمان از توابع استان خوزستان.[۶]